# Мандрівник (роман Гоукса)
Мандрівник (англ. The Traveler у США або англ. The Traveller у Великій Британії)  — антиутопічний роман Джона Твелф Гоукса. Перший роман із трилогії «Четверте Царство».
Опублікований українською мовою 2006 року видавництвом Книжковий клуб «Клуб сімейного дозвілля» в рамках проекту «Світові бестселери — українською».
| Книги Література Фантастика Наукова фантастика США |

| книги | Це незавершена стаття про книгу. Ви можете допомогти проєкту, виправивши або дописавши її. |